# Roberto Martínez
Roberto Martínez Montoliu (Balaguer, 13 luglio 1973) è un allenatore di calcio ed ex calciatore spagnolo, di ruolo centrocampista, commissario tecnico della nazionale portoghese.

## Biografia
È sposato con la scozzese Beth Thompson, conosciuta nel 2002; la coppia ha due figlie.
Ha ottenuto un baccellierato in fisioterapia e un diploma in amministrazione aziendale.

## Carriera

### Calciatore
Catalano di Balaguer, Martínez inizia la propria carriera di calciatore nel Real Saragozza B nel 1991. Trascorre tre stagioni nelle giovanili. Il 20 giugno 1993 debutta in prima squadra nell'ultima partita di Liga contro l'Atlético Madrid (2-2), entrando in campo al posto di Luis Carlos Cuartero al 10º minuto della ripresa. Nel 1993-1994 aiuta la squadra B a tornare in Segunda División B dopo la retrocessione dell'annata precedente. Nel 1994-1995 è al Balaguer, squadra della sua città.
Nel luglio 1995 passa al Wigan. Nel 1995-1996 è il capocannoniere della squadra (13 gol totali) in Third Division, venendo inoltre inserito nella squadra ideale dell'anno della categoria e votato miglior calciatore del Wigan dell'anno. Nel 1996-1997 vince la Third Division con il Wigan e viene nuovamente inserito nella squadra ideale dell'anno della categoria, prima di firmare un prolungamento di contratto di quattro anni. Nel 1997-1998 vince l'English Football League Trophy, malgrado l'assenza in finale per infortunio. 
Nel luglio 2001, svincolatosi dal Wigan per fine contratto, si accasa al Motherwell, in Scozia. Colleziona 8 presenze da titolare e 8 da riserva, prima di rescindere il contratto con il club scozzese, nel frattempo entrato in amministrazione controllata. Passa dunque al Walsall, in First Division, nell'agosto 2002. Colleziona solo una presenza da titolare (partita in cui è espulso) e cinque da subentrante.
Nel gennaio 2003 è ingaggiato dallo Swansea City fino alla fine della stagione. Divenuto il capitano dei gallesi, guida la squadra alla salvezza in Football League. Nel giugno 2003 rinnova il contratto con lo Swansea, da cui è messo fuori rosa all'inizio della stagione 2004-2005 dall'allenatore Kenny Jackett. Riesce, tuttavia, a riguadagnare il posto in squadra e totalizza ben 37 presenze in un campionato conclusosi con la promozione in League One. Nel maggio 2006 Martínez, svincolatosi dallo Swansea, passa al Chester City, con cui firma un biennale.

### Allenatore
Inizia ad allenare il 24 febbraio 2007, tornando in nuove vesti allo Swansea City, di cui assume la guida (con un contratto biennale) a metà della stagione, conclusa fuori dalla griglia play-off. Nel 2007-2008 Martínez conduce lo Swansea alla vittoria della League One e alla promozione in Championship, la seconda serie inglese, dopo 24 anni di assenza. Nell'annata seguente la squadra manca i play-off per un solo punto, con sole 8 sconfitte in 46 partite.
Nel 2009 passa alla guida del Wigan, squadra in cui aveva già militato da calciatore. Con i Latics ottiene tre salvezze consecutive e vince la FA Cup, la prima nella storia del club, nella stagione 2012-2013, sconfiggendo in finale il Manchester City (1-0) e che costò l'esonero di Roberto Mancini l'allora tecnico dei Citizens. Al termine dell'annata 2012-2013 la squadra retrocede in Championship dopo otto anni di permanenza in Premier League e Martínez rassegna le proprie dimissioni.
Il 5 giugno 2013 è ingaggiato dall'Everton, con cui nel 2013-2014 ottiene il quinto posto davanti a Tottenham e Manchester Utd. Prolungato il contratto sino al 2019, conclude l'annata seguente all'undicesimo posto e nel 2015-2016 al dodicesimo posto. Il 12 maggio 2016 è sollevato dall'incarico al termine di una stagione deludente, conclusasi con una sola vittoria negli ultimi dieci incontri e una brutta sconfitta (3-0) all'ultima giornata contro il Sunderland.
Il 3 agosto 2016 viene nominato commissario tecnico della nazionale belga, succedendo a Marc Wilmots. Esordisce il 1º settembre, venendo sconfitto per 2-0 in casa della Spagna. In seguito guida i belgi alla qualificazione al campionato del mondo 2018, torneo al quale il Belgio è la prima nazionale a qualificarsi e in cui si piazza al terzo posto, migliore piazzamento di sempre ai mondiali per la nazionale dei diavoli rossi. Nell'ottobre 2018 la squadra ottiene la vetta della classifica mondiale della FIFA in solitaria. Malgrado mantenga il primo posto nel ranking FIFA nei mesi a venire, il Belgio delude al campionato d'Europa 2020, disputato nell'estate del 2021, dato che viene eliminato dall'Italia ai quarti di finale.
Il 20 settembre 2021 la squadra belga celebra i tre anni consecutivi trascorsi in vetta alla graduatoria della FIFA. Nell'ottobre seguente la nazionale di Martínez, giunta a disputare in Italia la final four della UEFA Nations League 2020-2021, viene eliminata dalla Francia nelle semifinali del torneo e sconfitta dall'Italia nella finale per il terzo posto, chiudendo il torneo in quarta piazza.
Al campionato del mondo 2022 il Belgio delude le aspettative ed esce al primo turno.
A seguito della pareggio contro la Croazia, il 1º dicembre 2022 Martínez annuncia le dimissioni, lasciando così la nazionale belga dopo sei anni.
Il 9 gennaio 2023 viene annunciato come nuovo commissario tecnico della nazionale portoghese, in sostituzione di Fernando Santos. L'8 Giugno 2025 porta la nazionale Portoghese a vincere la quarta edizione della UEFA Nations League, la seconda della loro storia, battendo in finale la Spagna ai calci di rigore.

## Statistiche

### Club
Statistiche da allenatore aggiornate al 16 maggio 2016; in grassetto le competizione vinte.
| Stagione            | Squadra             | Campionato          | Campionato | Campionato | Campionato | Campionato | Coppe nazionali | Coppe nazionali | Coppe nazionali | Coppe nazionali | Coppe nazionali | Coppe continentali | Coppe continentali | Coppe continentali | Coppe continentali | Coppe continentali | Altre coppe | Altre coppe | Altre coppe | Altre coppe | Altre coppe | Totale | Totale | Totale | Totale | % Vittorie | Piazzamento |
| Stagione            | Squadra             | Comp                | G          | V          | N          | P          | Comp            | G               | V               | N               | P               | Comp               | G                  | V                  | N                  | P                  | Comp        | G           | V           | N           | P           | G      | V      | N      | P      | %          | Piazzamento |
| ------------------- | ------------------- | ------------------- | ---------- | ---------- | ---------- | ---------- | --------------- | --------------- | --------------- | --------------- | --------------- | ------------------ | ------------------ | ------------------ | ------------------ | ------------------ | ----------- | ----------- | ----------- | ----------- | ----------- | ------ | ------ | ------ | ------ | ---------- | ----------- |
| gen.-giu. 2007      | Swansea City        | FL1                 | 13         | 7          | 3          | 3          | FACup+CdL       | -               | -               | -               | -               | -                  | -                  | -                  | -                  | -                  | -           | -           | -           | -           | -           | 13     | 7      | 3      | 3      | 53,85      | 7º          |
| 2007-2008           | Swansea City        | FL1                 | 46         | 27         | 11         | 8          | FACup+CdL       | 5+2             | 2+1             | 2+0             | 1+1             | -                  | -                  | -                  | -                  | -                  | FLT         | 6           | 5           | 0           | 1           | 59     | 35     | 13     | 11     | 59,32      | 1º          |
| 2008-2009           | Swansea City        | FLC                 | 46         | 16         | 20         | 10         | FACup+CdL       | 4+4             | 2+3             | 1+0             | 1+1             | -                  | -                  | -                  | -                  | -                  | -           | -           | -           | -           | -           | 54     | 21     | 21     | 12     | 38,89      | 8º          |
| Totale Swansea City | Totale Swansea City | Totale Swansea City | 105        | 50         | 34         | 21         |                 | 15              | 8               | 3               | 4               |                    | -                  | -                  | -                  | -                  |             | 6           | 5           | 0           | 1           | 126    | 63     | 37     | 26     | 50,00      |             |
| 2009-2010           | Wigan               | PL                  | 38         | 9          | 9          | 20         | FACup+CdL       | 3+1             | 1+0             | 1+0             | 1+1             | -                  | -                  | -                  | -                  | -                  | -           | -           | -           | -           | -           | 42     | 10     | 10     | 22     | 23,81      | 16º         |
| 2010-2011           | Wigan               | PL                  | 38         | 9          | 15         | 14         | FACup+CdL       | 3+4             | 1+3             | 1+0             | 1+1             | -                  | -                  | -                  | -                  | -                  | -           | -           | -           | -           | -           | 45     | 13     | 16     | 16     | 28,89      | 16º         |
| 2011-2012           | Wigan               | PL                  | 38         | 11         | 10         | 17         | FACup+CdL       | 1+1             | 0+0             | 0+0             | 1+1             | -                  | -                  | -                  | -                  | -                  | -           | -           | -           | -           | -           | 40     | 11     | 10     | 19     | 27,50      | 15º         |
| 2012-2013           | Wigan               | PL                  | 38         | 9          | 9          | 20         | FACup+CdL       | 7+3             | 6+2             | 1+1             | 0+0             | -                  | -                  | -                  | -                  | -                  | -           | -           | -           | -           | -           | 48     | 17     | 11     | 20     | 35,42      | 18º         |
| Totale Wigan        | Totale Wigan        | Totale Wigan        | 152        | 38         | 43         | 71         |                 | 23              | 13              | 4               | 6               |                    | -                  | -                  | -                  | -                  |             | -           | -           | -           | -           | 175    | 51     | 47     | 77     | 29,14      |             |
| 2013-2014           | Everton             | PL                  | 38         | 21         | 9          | 8          | FACup+CdL       | 4+2             | 3+1             | 0+0             | 1+1             | -                  | -                  | -                  | -                  | -                  | -           | -           | -           | -           | -           | 44     | 25     | 9      | 10     | 56,82      | 5º          |
| 2014-2015           | Everton             | PL                  | 38         | 12         | 11         | 15         | FACup+CdL       | 2+1             | 0+0             | 2+0             | 0+1             | UEL                | 10                 | 6                  | 2                  | 2                  | -           | -           | -           | -           | -           | 51     | 18     | 15     | 18     | 35,29      | 11º         |
| 2015-2016           | Everton             | PL                  | 37         | 10         | 14         | 13         | FACup+CdL       | 5+6             | 4+4             | 0+1             | 1+1             | -                  | -                  | -                  | -                  | -                  | -           | -           | -           | -           | -           | 48     | 18     | 15     | 15     | 37,50      | 11º         |
| Totale Everton      | Totale Everton      | Totale Everton      | 113        | 43         | 34         | 36         |                 | 20              | 12              | 3               | 5               |                    | 10                 | 6                  | 2                  | 2                  |             | -           | -           | -           | -           | 143    | 61     | 39     | 43     | 42,66      |             |
| Totale carriera     | Totale carriera     | Totale carriera     | 370        | 131        | 111        | 128        |                 | 58              | 33              | 10              | 15              |                    | 10                 | 6                  | 2                  | 2                  |             | 6           | 5           | 0           | 1           | 444    | 175    | 123    | 146    | 39,41      |             |

### Nazionale
Statistiche da allenatore aggiornate all'8 giugno 2025.
| Belgio     | Belgio (bandiera)     | 3 agosto 2016  | 31 dicembre 2022 | 80  | 56 | 13 | 11 | 210 | 70 | +140 | 70,00 |
| Portogallo | Portogallo (bandiera) | 9 gennaio 2023 | in carica        | 30  | 21 | 6  | 3  | 76  | 24 | +52  | 70,00 |
| Totale     | Totale                | Totale         | Totale           | 110 | 77 | 18 | 15 | 286 | 94 | +192 | 70,00 |

Belgio
| Stagione       | Squadra       | Competizione             | Piazzamento                     | Andamento | Andamento | Andamento | Andamento | Andamento  | Reti | Reti | Reti |
| Stagione       | Squadra       | Competizione             | Piazzamento                     | Giocate   | Vittorie  | Pareggi   | Sconfitte | % Vittorie | GF   | GS   | DR   |
| -------------- | ------------- | ------------------------ | ------------------------------- | --------- | --------- | --------- | --------- | ---------- | ---- | ---- | ---- |
| 2016           | Belgio        | Qual. Mondiale 2018      | 1º nel Gruppo H, qualificato    | 4         | 4         | 0         | 0         | 100,00&    | 21   | 1    | +20  |
| 2017           | Belgio        | Qual. Mondiale 2018      | 1º nel Gruppo H, qualificato    | 6         | 5         | 1         | 0         | 83,33      | 22   | 5    | +17  |
| giu.-lug. 2018 | Belgio        | Mondiale 2018            | 3º                              | 7         | 6         | 0         | 1         | 85,71      | 16   | 6    | +10  |
| 2018           | Belgio        | Nations League 2018-2019 | 2º nel Gruppo 3 di Lega A       | 4         | 3         | 0         | 1         | 75,00      | 9    | 6    | +3   |
| 2019           | Belgio        | Qual. Euro 2020          | 1º nel Gruppo I, qualificato    | 10        | 10        | 0         | 0         | 100,00&    | 40   | 3    | +37  |
| 2020           | Belgio        | Nations League 2020-2021 | 4º                              | 8         | 5         | 0         | 3         | 62,50      | 19   | 11   | +8   |
| 2021           | Belgio        | Qual. Mondiale 2022      | 1º nel Gruppo E, qualificato    | 8         | 6         | 2         | 0         | 75,00      | 25   | 6    | +19  |
| giu.-lug. 2021 | Belgio        | Europeo 2020             | Quarti di finale                | 5         | 4         | 0         | 1         | 80,00      | 9    | 3    | +6   |
| giu.-set. 2022 | Belgio        | Nations League 2022-2023 | 2º nel Gruppo 4                 | 6         | 3         | 1         | 2         | 50,00      | 11   | 8    | +3   |
| nov.-dic. 2022 | Belgio        | Mondiale 2022            | Fase a gironi (3º nel girone F) | 3         | 1         | 1         | 1         | 33,33      | 1    | 2    | -1   |
| Dal 2016       | Belgio        | Amichevoli               |                                 | 19        | 9         | 8         | 2         | 47,37      | 37   | 19   | +16  |
| Totale Belgio  | Totale Belgio | Totale Belgio            | Totale Belgio                   | 80        | 56        | 13        | 11        | 70,00      | 210  | 70   | +140 |

| Cronologia completa delle presenze e delle reti in nazionale ― Belgio | Cronologia completa delle presenze e delle reti in nazionale ― Belgio | Cronologia completa delle presenze e delle reti in nazionale ― Belgio | Cronologia completa delle presenze e delle reti in nazionale ― Belgio | Cronologia completa delle presenze e delle reti in nazionale ― Belgio | Cronologia completa delle presenze e delle reti in nazionale ― Belgio | Cronologia completa delle presenze e delle reti in nazionale ― Belgio                                                              | Cronologia completa delle presenze e delle reti in nazionale ― Belgio |
| Data                                                                  | Città                                                                 | In casa                                                               | Risultato                                                             | Ospiti                                                                | Competizione                                                          | Reti | Note                                                                  |
| --------------------------------------------------------------------- | --------------------------------------------------------------------- | --------------------------------------------------------------------- | --------------------------------------------------------------------- | --------------------------------------------------------------------- | --------------------------------------------------------------------- | --- | --------------------------------------------------------------------- |
| 1-9-2016                                                              | Bruxelles                                                             | Belgio                                                                | 0 – 2                                                                 | Spagna                                                                | Amichevole                                                            | - | Cap: E. Hazard                                                        |
| 6-9-2016                                                              | Nicosia                                                               | Cipro                                                                 | 0 – 3                                                                 | Belgio                                                                | Qual. Mondiali 2018                                                   | 2 Romelu Lukaku Yannick Carrasco                                                                                                   | Cap: E. Hazard                                                        |
| 7-10-2016                                                             | Bruxelles                                                             | Belgio                                                                | 4 – 0                                                                 | Bosnia ed Erzegovina                                                  | Qual. Mondiali 2018                                                   | autorete Eden Hazard Toby Alderweireld Romelu Lukaku                                                                               | Cap: E. Hazard                                                        |
| 10-10-2016                                                            | Faro                                                                  | Gibilterra                                                            | 0 – 6                                                                 | Belgio                                                                | Qual. Mondiali 2018                                                   | 3 Christian Benteke Axel Witsel Dries Mertens Eden Hazard                                                                          | Cap: E. Hazard                                                        |
| 9-11-2016                                                             | Amsterdam                                                             | Paesi Bassi                                                           | 1 – 1                                                                 | Belgio                                                                | Amichevole                                                            | Yannick Carrasco | Cap: E. Hazard                                                        |
| 13-11-2016                                                            | Bruxelles                                                             | Belgio                                                                | 8 – 1                                                                 | Estonia                                                               | Qual. Mondiali 2018                                                   | Thomas Meunier 2 Dries Mertens Eden Hazard autorete Yannick Carrasco 2 Romelu Lukaku                                               | Cap: E. Hazard                                                        |
| 25-3-2017                                                             | Bruxelles                                                             | Belgio                                                                | 1 – 1                                                                 | Grecia                                                                | Qual. Mondiali 2018                                                   | Romelu Lukaku | Cap: J. Vertonghen                                                    |
| 28-3-2017                                                             | Sochi                                                                 | Russia                                                                | 3 – 3                                                                 | Belgio                                                                | Amichevole                                                            | Kevin Mirallas (rig) 2 Christian Benteke                                                                                           | Cap: J. Vertonghen                                                    |
| 5-6-2017                                                              | Bruxelles                                                             | Belgio                                                                | 2 – 1                                                                 | Rep. Ceca                                                             | Amichevole                                                            | Michy Batshuayi Marouane Fellaini                                                                                                  | Cap: V. Kompany                                                       |
| 9-6-2017                                                              | Tallinn                                                               | Estonia                                                               | 0 – 2                                                                 | Belgio                                                                | Qual. Mondiali 2018                                                   | Dries Mertens Nacer Chadli | Cap: V. Kompany                                                       |
| 31-8-2017                                                             | Bruxelles                                                             | Belgio                                                                | 9 – 0                                                                 | Gibilterra                                                            | Qual. Mondiali 2018                                                   | Dries Mertens 3 Thomas Meunier 3 Romelu Lukaku (1 rig.) Axel Witsel Eden Hazard                                                    | Cap: E. Hazard                                                        |
| 3-9-2017                                                              | Pireo                                                                 | Grecia                                                                | 1 – 2                                                                 | Belgio                                                                | Qual. Mondiali 2018                                                   | Jan Vertonghen Romelu Lukaku | Cap: J. Vertonghen                                                    |
| 7-10-2017                                                             | Sarajevo                                                              | Bosnia ed Erzegovina                                                  | 3 – 4                                                                 | Belgio                                                                | Qual. Mondiali 2018                                                   | Thomas Meunier Michy Batshuayi Jan Vertonghen Yannick Carrasco                                                                     | Cap: E. Hazard                                                        |
| 10-10-2017                                                            | Bruxelles                                                             | Belgio                                                                | 4 – 0                                                                 | Cipro                                                                 | Qual. Mondiali 2018                                                   | 2 Eden Hazard (1 rig.) Thorgan Hazard Romelu Lukaku                                                                                | Cap: E. Hazard                                                        |
| 10-11-2017                                                            | Bruxelles                                                             | Belgio                                                                | 3 – 3                                                                 | Messico                                                               | Amichevole                                                            | Eden Hazard 2 Romelu Lukaku | Cap: E. Hazard                                                        |
| 14-11-2017                                                            | Bruges                                                                | Belgio                                                                | 1 – 0                                                                 | Giappone                                                              | Amichevole                                                            | Romelu Lukaku | Cap: J. Vertonghen                                                    |
| 27-3-2018                                                             | Bruxelles                                                             | Belgio                                                                | 4 – 0                                                                 | Arabia Saudita                                                        | Amichevole                                                            | 2 Romelu Lukaku Michy Batshuayi Kevin De Bruyne                                                                                    | Cap: E. Hazard                                                        |
| 2-6-2018                                                              | Bruxelles                                                             | Belgio                                                                | 0 – 0                                                                 | Portogallo                                                            | Amichevole                                                            | - | Cap: E. Hazard                                                        |
| 6-6-2018                                                              | Bruxelles                                                             | Belgio                                                                | 3 – 0                                                                 | Egitto                                                                | Amichevole                                                            | Romelu Lukaku Eden Hazard Marouane Fellaini                                                                                        | Cap: E. Hazard                                                        |
| 11-6-2018                                                             | Bruxelles                                                             | Belgio                                                                | 4 – 1                                                                 | Costa Rica                                                            | Amichevole                                                            | Dries Mertens 2 Romelu Lukaku Michy Batshuayi                                                                                      | Cap: E. Hazard                                                        |
| 18-6-2018                                                             | Sochi                                                                 | Belgio                                                                | 3 – 0                                                                 | Panama                                                                | Mondiali 2018 - 1º turno                                              | Dries Mertens 2 Romelu Lukaku | Cap: E. Hazard                                                        |
| 23-6-2018                                                             | Mosca                                                                 | Belgio                                                                | 5 – 2                                                                 | Tunisia                                                               | Mondiali 2018 - 1º turno                                              | 2 Eden Hazard (1 rig.) 2 Romelu Lukaku Michy Batshuayi                                                                             | Cap: E. Hazard                                                        |
| 28-6-2018                                                             | Kaliningrad                                                           | Inghilterra                                                           | 0 – 1                                                                 | Belgio                                                                | Mondiali 2018 - 1º turno                                              | Adnan Januzaj | Cap: T. Courtois                                                      |
| 2-7-2018                                                              | Rostov                                                                | Belgio                                                                | 3 – 2                                                                 | Giappone                                                              | Mondiali 2018 - Ottavi di finale                                      | Jan Vertonghen Marouane Fellaini Nacer Chadli                                                                                      | Cap: E. Hazard                                                        |
| 6-7-2018                                                              | Kazan'                                                                | Brasile                                                               | 1 – 2                                                                 | Belgio                                                                | Mondiali 2018 - Quarti di finale                                      | autorete Kevin De Bruyne | Cap: E. Hazard                                                        |
| 10-7-2018                                                             | San Pietroburgo                                                       | Francia                                                               | 1 – 0                                                                 | Belgio                                                                | Mondiali 2018 - Semifinale                                            | - | Cap: E. Hazard                                                        |
| 14-7-2018                                                             | San Pietroburgo                                                       | Belgio                                                                | 2 – 0                                                                 | Inghilterra                                                           | Mondiali 2018 - Finale 3º posto                                       | Thomas Meunier Eden Hazard | Cap: E. Hazard                                                        |
| 7-9-2018                                                              | Glasgow                                                               | Scozia                                                                | 0 – 4                                                                 | Belgio                                                                | Amichevole                                                            | Romelu Lukaku Eden Hazard 2 Michy Batshuayi                                                                                        | Cap: E. Hazard                                                        |
| 11-9-2018                                                             | Reykjavík                                                             | Islanda                                                               | 0 – 3                                                                 | Belgio                                                                | UEFA Nations League 2018-2019 - 1º turno                              | Eden Hazard (rig.) 2 Romelu Lukaku                                                                                                 | Cap: E. Hazard                                                        |
| 12-10-2018                                                            | Bruxelles                                                             | Belgio                                                                | 2 – 1                                                                 | Svizzera                                                              | UEFA Nations League 2018-2019 - 1º turno                              | 2 Romelu Lukaku | Cap: E. Hazard                                                        |
| 16-10-2018                                                            | Bruxelles                                                             | Belgio                                                                | 1 – 1                                                                 | Paesi Bassi                                                           | Amichevole                                                            | Dries Mertens | Cap: E. Hazard                                                        |
| 15-11-2018                                                            | Bruxelles                                                             | Belgio                                                                | 2 – 0                                                                 | Islanda                                                               | UEFA Nations League 2018-2019 - 1º turno                              | 2 Michy Batshuayi | Cap: E. Hazard                                                        |
| 18-11-2018                                                            | Lucerna                                                               | Svizzera                                                              | 5 – 2                                                                 | Belgio                                                                | UEFA Nations League 2018-2019 - 1º turno                              | 2 Thorgan Hazard | Cap: E. Hazard                                                        |
| 21-3-2019                                                             | Bruxelles                                                             | Belgio                                                                | 3 – 1                                                                 | Russia                                                                | Qual. Euro 2020                                                       | Youri Tielemans 2 Eden Hazard (1 rig.)                                                                                             | Cap: E. Hazard                                                        |
| 24-3-2019                                                             | Nicosia                                                               | Cipro                                                                 | 0 – 2                                                                 | Belgio                                                                | Qual. Euro 2020                                                       | Eden Hazard Michy Batshuayi | Cap: E. Hazard                                                        |
| 8-6-2019                                                              | Bruxelles                                                             | Belgio                                                                | 3 – 0                                                                 | Kazakistan                                                            | Qual. Euro 2020                                                       | Dries Mertens Timothy Castagne Romelu Lukaku                                                                                       | Cap: E. Hazard                                                        |
| 11-6-2019                                                             | Bruxelles                                                             | Belgio                                                                | 3 – 0                                                                 | Scozia                                                                | Qual. Euro 2020                                                       | 2 Romelu Lukaku Kevin De Bruyne | Cap: E. Hazard                                                        |
| 6-9-2019                                                              | Serravalle                                                            | San Marino                                                            | 0 – 4                                                                 | Belgio                                                                | Qual. Euro 2020                                                       | 2 Michy Batshuayi (1 rig.) Dries Mertens Nacer Chadli                                                                              | Cap: K. De Bruyne                                                     |
| 9-9-2019                                                              | Glasgow                                                               | Scozia                                                                | 0 – 4                                                                 | Belgio                                                                | Qual. Euro 2020                                                       | Romelu Lukaku Thomas Vermaelen Toby Alderweireld Kevin De Bruyne                                                                   | Cap: K. De Bruyne                                                     |
| 10-10-2019                                                            | Bruxelles                                                             | Belgio                                                                | 9 – 0                                                                 | San Marino                                                            | Qual. Euro 2020                                                       | 2 Romelu Lukaku Nacer Chadli autorete Toby Alderweireld Youri Tielemans Christian Benteke Yari Verschaeren (rig.) Timothy Castagne | Cap: E. Hazard                                                        |
| 13-10-2019                                                            | Astana                                                                | Kazakistan                                                            | 0 – 2                                                                 | Belgio                                                                | Qual. Euro 2020                                                       | Michy Batshuayi Thomas Meunier | Cap: E. Hazard                                                        |
| 16-11-2019                                                            | San Pietroburgo                                                       | Russia                                                                | 1 – 4                                                                 | Belgio                                                                | Qual. Euro 2020                                                       | Thorgan Hazard 2 Eden Hazard Romelu Lukaku                                                                                         | Cap: E. Hazard                                                        |
| 19-11-2019                                                            | Bruxelles                                                             | Belgio                                                                | 6 – 1                                                                 | Cipro                                                                 | Qual. Euro 2020                                                       | 2 Christian Benteke 2 Kevin De Bruyne Yannick Carrasco autorete                                                                    | Cap: E. Hazard                                                        |
| 5-9-2020                                                              | Copenaghen                                                            | Danimarca                                                             | 0 – 2                                                                 | Belgio                                                                | UEFA Nations League 2020-2021 - 1º turno                              | Jason Denayer Dries Mertens | Cap: J. Vertonghen                                                    |
| 8-9-2020                                                              | Bruxelles                                                             | Belgio                                                                | 5 – 1                                                                 | Islanda                                                               | UEFA Nations League 2020-2021 - 1º turno                              | Axel Witsel 2 Michy Batshuayi Dries Mertens Jérémy Doku                                                                            | Cap: K. De Bruyne                                                     |
| 8-10-2020                                                             | Bruxelles                                                             | Belgio                                                                | 1 – 1                                                                 | Costa d'Avorio                                                        | Amichevole                                                            | Michy Batshuayi | Cap: S. Mignolet                                                      |
| 11-10-2020                                                            | Londra                                                                | Inghilterra                                                           | 2 – 1                                                                 | Belgio                                                                | UEFA Nations League 2020-2021 - 1º turno                              | Romelu Lukaku (rig.) | Cap: K. De Bruyne                                                     |
| 14-10-2020                                                            | Reykjavík                                                             | Islanda                                                               | 1 – 2                                                                 | Belgio                                                                | UEFA Nations League 2020-2021 - 1º turno                              | 2 Romelu Lukaku (1 rig.) | Cap: R. Lukaku                                                        |
| 11-11-2020                                                            | Heverlee                                                              | Belgio                                                                | 2 – 1                                                                 | Svizzera                                                              | Amichevole                                                            | 2 Michy Batshuayi | Cap: J. Vertonghen                                                    |
| 15-11-2020                                                            | Heverlee                                                              | Belgio                                                                | 2 – 0                                                                 | Inghilterra                                                           | UEFA Nations League 2020-2021 - 1º turno                              | Youri Tielemans Dries Mertens | Cap: J. Vertonghen                                                    |
| 18-11-2020                                                            | Bruxelles                                                             | Belgio                                                                | 4 – 2                                                                 | Danimarca                                                             | UEFA Nations League 2020-2021 - 1º turno                              | Youri Tielemans 2 Romelu Lukaku Kevin De Bruyne                                                                                    | Cap: J. Vertonghen                                                    |
| 24-3-2021                                                             | Heverlee                                                              | Belgio                                                                | 3 – 1                                                                 | Galles                                                                | Qual. Mondiali 2022                                                   | Kevin De Bruyne Thorgan Hazard Romelu Lukaku (rig.)                                                                                | Cap:J. Vertonghen                                                     |
| 27-3-2021                                                             | Praga                                                                 | Rep. Ceca                                                             | 1 – 1                                                                 | Belgio                                                                | Qual. Mondiali 2022                                                   | Romelu Lukaku | Cap:J. Vertonghen                                                     |
| 30-3-2021                                                             | Heverlee                                                              | Belgio                                                                | 8 – 0                                                                 | Bielorussia                                                           | Qual. Mondiali 2022                                                   | Michy Batshuayi 2 Hans Vanaken 2 Leandro Trossard Jérémy Doku Dennis Praet Christian Benteke                                       | Cap: J. Vertonghen                                                    |
| 3-6-2021                                                              | Bruxelles                                                             | Belgio                                                                | 1 – 1                                                                 | Grecia                                                                | Amichevole                                                            | Thorgan Hazard | Cap: R. Lukaku                                                        |
| 6-6-2021                                                              | Bruxelles                                                             | Belgio                                                                | 1 – 0                                                                 | Croazia                                                               | Amichevole                                                            | Romelu Lukaku | Cap: J. Vertonghen                                                    |
| 12-6-2021                                                             | San Pietroburgo                                                       | Belgio                                                                | 3 – 0                                                                 | Russia                                                                | Euro 2020 - 1º turno                                                  | 2 Romelu Lukaku Thomas Meunier | Cap: J. Vertonghen                                                    |
| 17-6-2021                                                             | Copenaghen                                                            | Danimarca                                                             | 1 – 2                                                                 | Belgio                                                                | Euro 2020 - 1º turno                                                  | Thorgan Hazard Kevin De Bruyne | Cap: J. Vertonghen                                                    |
| 21-6-2021                                                             | San Pietroburgo                                                       | Finlandia                                                             | 0 – 2                                                                 | Belgio                                                                | Euro 2020 - 1º turno                                                  | autorete Romelu Lukaku | Cap: E. Hazard                                                        |
| 27-6-2021                                                             | Siviglia                                                              | Belgio                                                                | 1 – 0                                                                 | Portogallo                                                            | Euro 2020 - Ottavi di finale                                          | Thorgan Hazard | Cap: E. Hazard                                                        |
| 2-7-2021                                                              | Monaco di Baviera                                                     | Belgio                                                                | 1 – 2                                                                 | Italia                                                                | Euro 2020 - Quarti di finale                                          | Romelu Lukaku (rig.) | Cap: J. Vertonghen                                                    |
| 2-9-2021                                                              | Tallinn                                                               | Estonia                                                               | 2 – 5                                                                 | Belgio                                                                | Qual. Mondiali 2022                                                   | Hans Vanaken 2 Romelu Lukaku Axel Witsel Thomas Foket                                                                              | Cap: E. Hazard                                                        |
| 5-9-2021                                                              | Bruxelles                                                             | Belgio                                                                | 3 – 0                                                                 | Rep. Ceca                                                             | Qual. Mondiali 2022                                                   | Romelu Lukaku Eden Hazard Alexis Saelemaekers                                                                                      | Cap: E. Hazard                                                        |
| 8-9-2021                                                              | Kazan'                                                                | Bielorussia                                                           | 0 – 1                                                                 | Belgio                                                                | Qual. Mondiali 2022                                                   | Dennis Praet | Cap: T. Alderweireld                                                  |
| 7-10-2021                                                             | Torino                                                                | Belgio                                                                | 2 – 3                                                                 | Francia                                                               | UEFA Nations League 2020-2021 - Semifinale                            | Yannick Carrasco Romelu Lukaku | Cap: E. Hazard                                                        |
| 10-10-2021                                                            | Torino                                                                | Italia                                                                | 2 – 1                                                                 | Belgio                                                                | UEFA Nations League 2020-2021 - Finale 3º posto                       | Charles De Ketelaere | Cap: J. Vertonghen                                                    |
| 13-11-2021                                                            | Bruxelles                                                             | Belgio                                                                | 3 – 1                                                                 | Estonia                                                               | Qual. Mondiali 2022                                                   | Christian Benteke Yannick Carrasco Thorgan Hazard                                                                                  | Cap: E.Hazard                                                         |
| 16-11-2021                                                            | Cardiff                                                               | Galles                                                                | 1 – 1                                                                 | Belgio                                                                | Qual. Mondiali 2022                                                   | Kevin De Bruyne | Cap: K.De Bruyne                                                      |
| 26-3-2022                                                             | Dublino                                                               | Irlanda                                                               | 2 – 2                                                                 | Belgio                                                                | Amichevole                                                            | Michy Batshuayi Hans Vanaken | Cap: Y.Tielemans                                                      |
| 29-3-2022                                                             | Anderlecht                                                            | Belgio                                                                | 3 – 0                                                                 | Burkina Faso                                                          | Amichevole                                                            | Hans Vanaken Leandro Trossard Christian Benteke                                                                                    | Cap: Y.Tielemans                                                      |
| 3-6-2022                                                              | Bruxelles                                                             | Belgio                                                                | 1 – 4                                                                 | Paesi Bassi                                                           | UEFA Nations League 2022-2023 - 1º turno                              | Michy Batshuayi | Cap: E.Hazard                                                         |
| 8-6-2022                                                              | Bruxelles                                                             | Belgio                                                                | 6 – 1                                                                 | Polonia                                                               | UEFA Nations League 2022-2023 - 1º turno                              | Axel Witsel Kevin De Bruyne 2 Leandro Trossard Leander Dendoncker Loïs Openda                                                      | Cap: E.Hazard                                                         |
| 11-6-2022                                                             | Cardiff                                                               | Galles                                                                | 1 – 1                                                                 | Belgio                                                                | UEFA Nations League 2022-2023 - 1º turno                              | Youri Tielemans | Cap: K.De Bruyne                                                      |
| 14-6-2022                                                             | Varsavia                                                              | Polonia                                                               | 0 – 1                                                                 | Belgio                                                                | UEFA Nations League 2022-2023 - 1º turno                              | Michy Batshuayi | Cap: E.Hazard                                                         |
| 22-9-2022                                                             | Bruxelles                                                             | Belgio                                                                | 2 – 1                                                                 | Galles                                                                | UEFA Nations League 2022-2023 - 1º turno                              | Kevin De Bruyne Michy Batshuayi | Cap: E.Hazard                                                         |
| 25-9-2022                                                             | Amsterdam                                                             | Paesi Bassi                                                           | 1 – 0                                                                 | Belgio                                                                | UEFA Nations League 2022-2023 - 1º turno                              | - | Cap: E.Hazard                                                         |
| 18-11-2022                                                            | Al Kuwait                                                             | Belgio                                                                | 1 – 2                                                                 | Egitto                                                                | Amichevole                                                            | Loïs Openda | Cap: E.Hazard                                                         |
| 23-11-2022                                                            | Al Rayyan                                                             | Belgio                                                                | 1 – 0                                                                 | Canada                                                                | Mondiali 2022 - 1º turno                                              | Michy Batshuayi | Cap: E.Hazard                                                         |
| 27-11-2022                                                            | Doha                                                                  | Belgio                                                                | 0 – 2                                                                 | Marocco                                                               | Mondiali 2022 - 1º turno                                              | - | Cap: E.Hazard                                                         |
| 1-12-2022                                                             | Al Rayyan                                                             | Croazia                                                               | 0 – 0                                                                 | Belgio                                                                | Mondiali 2022 - 1º turno                                              | - | Cap: K.De Bruyne                                                      |
| Totale                                                                |                                                                       | Presenze                                                              | 80                                                                    |                                                                       | Reti                                                                  | 210 |                                                                       |

Portogallo
| Stagione          | Squadra           | Competizione                  | Piazzamento                  | Andamento | Andamento | Andamento | Andamento | Andamento  | Reti | Reti | Reti |
| Stagione          | Squadra           | Competizione                  | Piazzamento                  | Giocate   | Vittorie  | Pareggi   | Sconfitte | % Vittorie | GF   | GS   | DR   |
| ----------------- | ----------------- | ----------------------------- | ---------------------------- | --------- | --------- | --------- | --------- | ---------- | ---- | ---- | ---- |
| 2023              | Portogallo        | Qual. Euro 2024               | 1º nel Gruppo J, qualificato | 10        | 10        | 0         | 0         | 100,00&    | 36   | 2    | +34  |
| giu.-lug. 2024    | Portogallo        | Euro 2024                     | Quarti di finale             | 5         | 2         | 2         | 1         | 40,00      | 5    | 3    | +2   |
| 2024              | Portogallo        | UEFA Nations League 2024-2025 | Vincitore                    | 6         | 4         | 2         | 0         | 66,67      | 13   | 5    | +8   |
| 2025              | Portogallo        | UEFA Nations League 2024-2025 | Vincitore                    | 4         | 2         | 1         | 1         | 50,00      | 9    | 6    | +3   |
| Dal 2023          | Portogallo        | Amichevoli                    |                              | 5         | 3         | 0         | 2         | 60,00      | 13   | 8    | +5   |
| Totale Portogallo | Totale Portogallo | Totale Portogallo             | Totale Portogallo            | 30        | 21        | 6         | 3         | 70,00      | 76   | 24   | +52  |

| Cronologia completa delle presenze e delle reti in nazionale ― Portogallo | Cronologia completa delle presenze e delle reti in nazionale ― Portogallo | Cronologia completa delle presenze e delle reti in nazionale ― Portogallo | Cronologia completa delle presenze e delle reti in nazionale ― Portogallo | Cronologia completa delle presenze e delle reti in nazionale ― Portogallo | Cronologia completa delle presenze e delle reti in nazionale ― Portogallo | Cronologia completa delle presenze e delle reti in nazionale ― Portogallo              | Cronologia completa delle presenze e delle reti in nazionale ― Portogallo |
| Data                                                                      | Città                                                                     | In casa                                                                   | Risultato                                                                 | Ospiti                                                                    | Competizione                                                              | Reti                                                                                   | Note                                                                      |
| ------------------------------------------------------------------------- | ------------------------------------------------------------------------- | ------------------------------------------------------------------------- | ------------------------------------------------------------------------- | ------------------------------------------------------------------------- | ------------------------------------------------------------------------- | -------------------------------------------------------------------------------------- | ------------------------------------------------------------------------- |
| 23-3-2023                                                                 | Lisbona                                                                   | Portogallo                                                                | 4 – 0                                                                     | Liechtenstein                                                             | Qual. Euro 2024                                                           | João Cancelo Bernardo Silva 2 Cristiano Ronaldo (1 rig.)                               | Cap: C. Ronaldo                                                           |
| 26-3-2023                                                                 | Lussemburgo                                                               | Lussemburgo                                                               | 0 – 6                                                                     | Portogallo                                                                | Qual. Euro 2024                                                           | 2 Cristiano Ronaldo João Félix Bernardo Silva Otavio Rafael Leão                       | Cap: C. Ronaldo                                                           |
| 17-6-2023                                                                 | Lisbona                                                                   | Portogallo                                                                | 3 – 0                                                                     | Bosnia ed Erzegovina                                                      | Qual. Euro 2024                                                           | Bernardo Silva 2 Bruno Fernandes                                                       | Cap: C. Ronaldo                                                           |
| 20-6-2023                                                                 | Reykjavík                                                                 | Islanda                                                                   | 0 – 1                                                                     | Portogallo                                                                | Qual. Euro 2024                                                           | Cristiano Ronaldo                                                                      | Cap: C. Ronaldo                                                           |
| 8-9-2023                                                                  | Bratislava                                                                | Slovacchia                                                                | 0 – 1                                                                     | Portogallo                                                                | Qual. Euro 2024                                                           | Bruno Fernandes                                                                        | Cap: C. Ronaldo                                                           |
| 11-9-2023                                                                 | Faro                                                                      | Portogallo                                                                | 9 – 0                                                                     | Lussemburgo                                                               | Qual. Euro 2024                                                           | 2 Gonçalo Inácio 2 Gonçalo Ramos 2 Diogo Jota Ricardo Horta Bruno Fernandes João Félix | Cap: B. Silva                                                             |
| 13-10-2023                                                                | Porto                                                                     | Portogallo                                                                | 3 – 2                                                                     | Slovacchia                                                                | Qual. Euro 2024                                                           | Gonçalo Ramos 2 Cristiano Ronaldo                                                      | Cap: C. Ronaldo                                                           |
| 16-10-2023                                                                | Zenica                                                                    | Bosnia ed Erzegovina                                                      | 0 – 5                                                                     | Portogallo                                                                | Qual. Euro 2024                                                           | 2 Cristiano Ronaldo Bruno Fernandes Joao Cancelo João Félix                            | Cap: C. Ronaldo                                                           |
| 16-11-2023                                                                | Vaduz                                                                     | Liechtenstein                                                             | 0 – 2                                                                     | Portogallo                                                                | Qual. Euro 2024                                                           | Cristiano Ronaldo João Cancelo                                                         | Cap: C. Ronaldo                                                           |
| 19-11-2023                                                                | Lisbona                                                                   | Portogallo                                                                | 2 – 0                                                                     | Islanda                                                                   | Qual. Euro 2024                                                           | Bruno Fernandes Ricardo Horta                                                          | Cap: C. Ronaldo                                                           |
| 21-3-2024                                                                 | Guimarães                                                                 | Portogallo                                                                | 5 – 2                                                                     | Svezia                                                                    | Amichevole                                                                | Rafael Leão Matheus Nunes Bruno Fernandes Bruma Gonçalo Ramos                          | Cap: Pepe                                                                 |
| 26-3-2024                                                                 | Lubiana                                                                   | Slovenia                                                                  | 2 – 0                                                                     | Portogallo                                                                | Amichevole                                                                | -                                                                                      | Cap: C. Ronaldo                                                           |
| 4-6-2024                                                                  | Lisbona                                                                   | Portogallo                                                                | 4 – 2                                                                     | Finlandia                                                                 | Amichevole                                                                | Rúben Dias Diogo Jota (rig.) 2 Bruno Fernandes                                         | Cap: R. Dias                                                              |
| 8-6-2024                                                                  | Oeiras                                                                    | Portogallo                                                                | 1 – 2                                                                     | Croazia                                                                   | Amichevole                                                                | Diogo Jota                                                                             | Cap: B. Silva                                                             |
| 11-6-2024                                                                 | Aveiro                                                                    | Portogallo                                                                | 3 – 0                                                                     | Irlanda                                                                   | Amichevole                                                                | João Félix 2 Cristiano Ronaldo                                                         | Cap: C. Ronaldo                                                           |
| 18-6-2024                                                                 | Lipsia                                                                    | Portogallo                                                                | 2 – 1                                                                     | Rep. Ceca                                                                 | Euro 2024 - 1º turno                                                      | autorete Francisco Conceição                                                           | Cap: C. Ronaldo                                                           |
| 22-6-2024                                                                 | Dortmund                                                                  | Turchia                                                                   | 0 – 3                                                                     | Portogallo                                                                | Euro 2024 - 1º turno                                                      | Bernardo Silva autorete Bruno Fernandes                                                | Cap: C. Ronaldo                                                           |
| 26-6-2024                                                                 | Gelsenkirchen                                                             | Georgia                                                                   | 2 – 0                                                                     | Portogallo                                                                | Euro 2024 - 1º turno                                                      | -                                                                                      | Cap: C. Ronaldo                                                           |
| 1-7-2024                                                                  | Francoforte sul Meno                                                      | Portogallo                                                                | 0 – 0 dts (3-0 dtr)                                                       | Slovenia                                                                  | Euro 2024 - Ottavi di finale                                              | -                                                                                      | Cap: C. Ronaldo                                                           |
| 5-7-2024                                                                  | Amburgo                                                                   | Portogallo                                                                | 0 – 0 dts (3-5 dtr)                                                       | Francia                                                                   | Euro 2024 - Quarti di finale                                              | -                                                                                      | Cap: C. Ronaldo                                                           |
| 5-9-2024                                                                  | Lisbona                                                                   | Portogallo                                                                | 2 – 1                                                                     | Croazia                                                                   | UEFA Nations League 2024-2025 - 1º turno                                  | Diogo Dalot Cristiano Ronaldo                                                          | Cap: C. Ronaldo                                                           |
| 8-9-2024                                                                  | Lisbona                                                                   | Portogallo                                                                | 2 – 1                                                                     | Scozia                                                                    | UEFA Nations League 2024-2025 - 1º turno                                  | Bruno Fernandes Cristiano Ronaldo                                                      | Cap: B. Silva                                                             |
| 12-10-2024                                                                | Varsavia                                                                  | Polonia                                                                   | 1 – 3                                                                     | Portogallo                                                                | UEFA Nations League 2024-2025 - 1º turno                                  | Bernardo Silva Cristiano Ronaldo autorete                                              | Cap: C. Ronaldo                                                           |
| 15-10-2024                                                                | Glasgow                                                                   | Scozia                                                                    | 0 – 0                                                                     | Portogallo                                                                | UEFA Nations League 2024-2025 - 1º turno                                  | -                                                                                      | Cap: C. Ronaldo                                                           |
| 15-11-2024                                                                | Porto                                                                     | Portogallo                                                                | 5 – 1                                                                     | Polonia                                                                   | UEFA Nations League 2024-2025 - 1º turno                                  | Rafael Leão 2 Cristiano Ronaldo (1 rig.) Bruno Fernandes Pedro Neto                    | Cap: C. Ronaldo                                                           |
| 18-11-2024                                                                | Spalato                                                                   | Croazia                                                                   | 1 – 1                                                                     | Portogallo                                                                | UEFA Nations League 2024-2025 - 1º turno                                  | João Félix                                                                             | Cap: J. Cancelo                                                           |
| 20-3-2025                                                                 | Copenaghen                                                                | Danimarca                                                                 | 1 – 0                                                                     | Portogallo                                                                | UEFA Nations League 2024-2025 - Quarti di finale (Andata)                 | -                                                                                      | Cap: C. Ronaldo                                                           |
| 23-3-2025                                                                 | Lisbona                                                                   | Portogallo                                                                | 5 – 2                                                                     | Danimarca                                                                 | UEFA Nations League 2024-2025 - Quarti di finale (Ritorno)                | autorete Cristiano Ronaldo 2 Francisco Trincão Gonçalo Ramos                           | Cap: C. Ronaldo                                                           |
| 4-6-2025                                                                  | Monaco di Baviera                                                         | Germania                                                                  | 1 – 2                                                                     | Portogallo                                                                | UEFA Nations League 2024-2025 - Semifinale                                | Francisco Conceição Cristiano Ronaldo                                                  | Cap: C. Ronaldo                                                           |
| 8-6-2025                                                                  | Monaco di Baviera                                                         | Portogallo                                                                | 2 – 2 dts (5 – 3 dtr)                                                     | Spagna                                                                    | UEFA Nations League 2024-2025 - Finale                                    | Nuno Mendes Cristiano Ronaldo                                                          | Cap: C. Ronaldo                                                           |
| Totale                                                                    |                                                                           | Presenze                                                                  | 30                                                                        |                                                                           | Reti                                                                      | 76                                                                                     |                                                                           |

## Palmarès

### Giocatore
- Coppa di Spagna: 1

Real Saragozza: 1993-1994

### Allenatore

#### Club
- Coppa d'Inghilterra: 1

Wigan Athletic: 2012-2013

#### Nazionale
- UEFA Nations League: 1

Portogallo: 2024-2025